# Malskärspotten
Malskärspotten är en fjärd i Finland.   Den ligger i landskapet Österbotten, i den västra delen av landet, 400 km nordväst om huvudstaden Helsingfors.
Malskärspotten är en liten fjärd som omgärdas av Malskäret i söder, Harrbådan i väster samt Malskärs grund och Malskärsbådan i norr. I öster ansluter den till Malskärshålet.